# Sebaea exacoides
Sebaea exacoides là một loài thực vật có hoa trong họ Long đởm. Loài này được (L.) Schinz miêu tả khoa học đầu tiên năm 1906.